# Chloroform

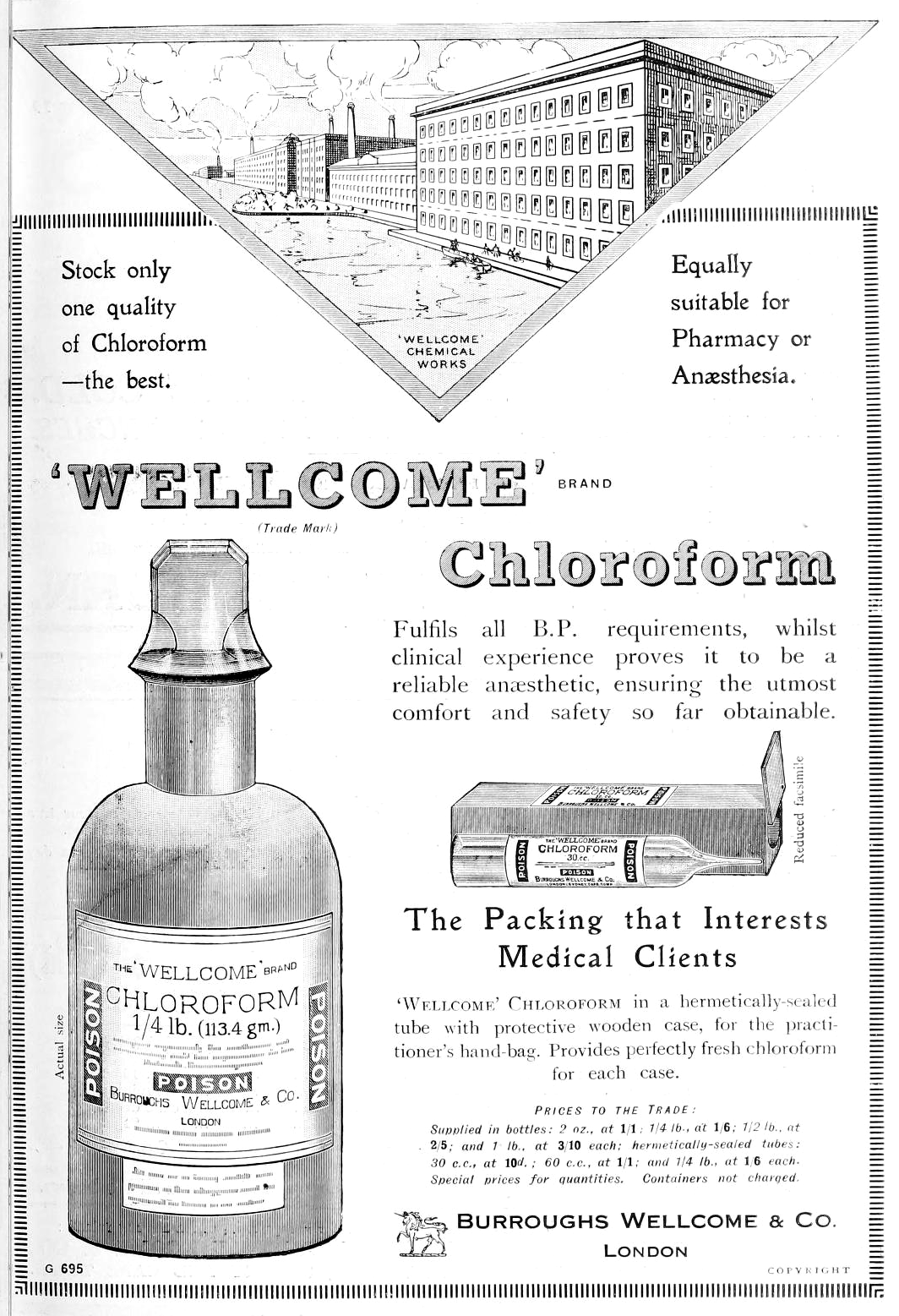
Advertentie voor 'Wellcome Chloroform' uit 1916

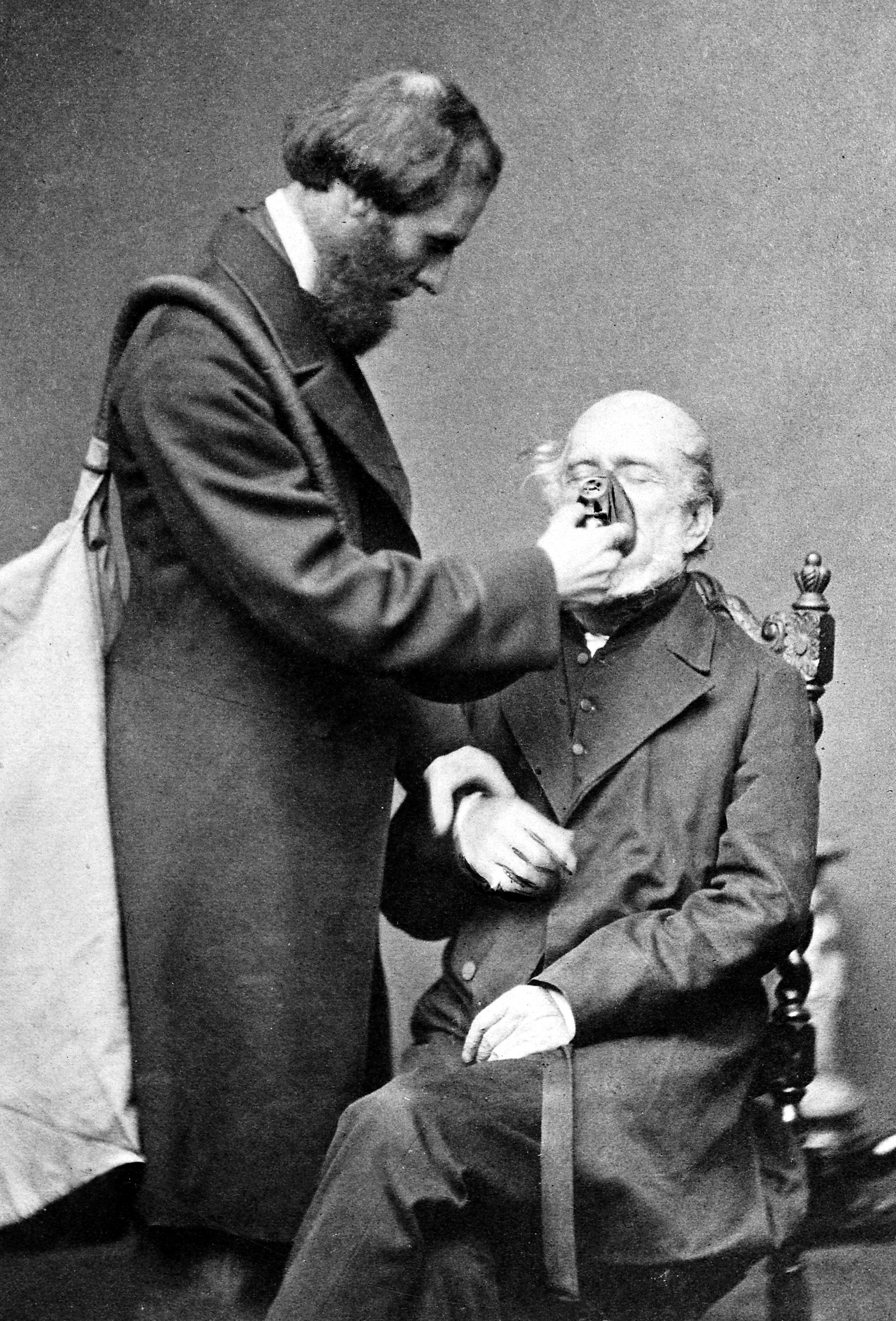
Rond het jaar 1900 werd chloroform gebruikt als verdovingsmiddel bij operaties. Op deze foto uit 1862 demonstreert anesthesiepionier Joseph Thomas Clover het gebruik van chloroform-toedieningsapparatuur.

Chloroform, ook bekend als trichloormethaan (systematische IUPAC-naam) en methyltrichloride, is een kleurloos, vloeibaar, roesmiddel en een organisch oplosmiddel met een kookpunt van 61,2 °C. Chloroform werd ontdekt in 1831 door de Amerikaanse natuurkundige Samuel Guthrie. Chloroform werd voor het eerst toegepast door de Schotse verloskundige James Y. Simpson.

## Eigenschappen
Chloroform heeft een zoetige geur en smaak, en een bedwelmende werking. Hoofdpijn, slaperigheid en bewusteloosheid zijn de gevolgen van het inademen van de damp. Hiervoor is meer nodig dan één of twee teugen. Chloroform is dan ook ongeschikt om iemand bij verrassing te bedwelmen, zoals in sommige films wordt gesuggereerd. Daarbij is de dosis al snel te hoog en kan het slachtoffer makkelijk overlijden. De therapeutische breedte (het verschil tussen een werkzame en een dodelijke dosis) is bij chloroform zeer klein.

## Vorming

### Synthese
Chloroform wordt op grote schaal gemaakt door dichloor en methaan te laten reageren bij ca. 450 °C. Daarbij ontstaan vier chloormethanen, die gescheiden worden door destillatie.
Andere laboratoriumsynthesen gebruiken de haloformreactie als syntheseroute. Dit gebeurt door aceton in een waterig milieu te laten reageren met een hoge concentratie hypochloriet. De reactie heeft als voordeel dat nauwelijks ongewenste bijproducten gevormd worden. Dit is bij de directe additie van chloor aan methaan wel het geval. Bijkomend vindt de reactie plaats onder mildere omstandigheden.
{\displaystyle {\ce {C3H6O + 3NaClO -> NaOCOCH3 + CHCl3 + 2NaOH}}}
Diezelfde reactie zorgt voor de ongewenste vorming van chloroform bij desinfectie van drinkwater en zwemwater en bij het bleken van papier met chloor en natriumhypochloriet. Dit verklaart ook waarom sommige mensen na zwembadbezoek last hebben van hoofdpijn en slaperigheid. Chloroform wordt ook gevormd in verbrandingsmotoren als de brandstof chloorhoudende brandstofadditieven bevat.

### Natuurlijke vorming
De zee, de bodem en vulkanen zijn bronnen van chloroform. De natuurlijke processen achter deze vorming zijn nog lang niet allemaal duidelijk. Aangetoond is dat sommige bodemschimmels chloroform produceren.

## Toepassingen
Chloroform wordt gebruikt als oplosmiddel en voor de fabricage van chloorfluorkoolwaterstoffen (CFK's zoals freonen).

### Verdovingsmiddel
Sir James Young Simpson ontdekte de verdovende eigenschap van chloroform. Rond het jaar 1900 werd chloroform gebruikt als verdovingsmiddel bij operaties (anesthesiologie).
Als verdovingsmiddel is chloroform al snel vervangen door ether en lachgas, die grotere therapeutische breedten hebben. Chloroform wordt gezien als potentieel kankerverwekkend en kan leverschade veroorzaken daar het in de lever wordt gemetaboliseerd tot fosgeen. Chloroform kan onder invloed van UV-licht met zuurstof tot fosgeen reageren, het wordt daarom bij voorkeur bewaard in een bruinglazenfles.

### Oplosmiddel
Gedeutereerd chloroform (deuteroform) is een veelgebruikt oplosmiddel in de NMR-spectroscopie.

### Lijm
Chloroform is ook geschikt om polymethylmethacrylaat (ook PMA, Plexiglas en Perspex genoemd) mee te lijmen.

## Wetgeving
Verordening (EG) nr. 1907/2006 van het Europees Parlement en de Raad van 18 december 2006 verbiedt de verkoop van chloroform aan het algemene publiek in een concentratie van 0,1 gewichtsprocent of meer. In Nederland kan het wel door bedrijven gekocht worden in bijvoorbeeld apotheken. Meestal moet dan een formulier worden ingevuld met opgave waarvoor de chloroform gebruikt gaat worden.